# 藤城栄文
藤城 栄文（ふじしろ えいぶみ、1979年（昭和54年）9月4日 - ）は、日本の政治家。長野県上伊那郡南箕輪村村長（1期）。公益財団法人日本フラッグフットボール協会顧問、一般社団法人南箕輪移住区代表理事。東京都世田谷区出身。

## 経歴
東京都板橋区立志村坂下小学校、東京都板橋区立志村第四中学校、東京都立北園高等学校、中央大学理工学部物理学科卒業。
2002年、東京都江戸川区役所入職。2010年、一般財団法人日本フラッグフットボール協会事務局次長。2013年 - 2017年6月、公益財団法人日本フラッグフットボール協会事務局次長。2017年 - 2019年2月、同理事。2019年2月、同専務理事。
2017年4月、地域おこし協力隊（移住・定住促進担当）として長野県南箕輪村に移住。
2019年4月、南箕輪村議会議員当選。有権者数11,974人、投票率56.04%、804票を獲得し新人でトップ当選を果たした。
2021年4月、南箕輪村長当選（1期、第33代目）。有権者数12,493人、投票率53.08%、3601票を獲得し初当選を果たした。地域おこし協力隊員が着任先の自治体で首長に当選するのは全国的にも珍しく、協力隊活動を担当する総務省地域自立応援課や一般社団法人「移住・交流推進機構」ともに「聞いたことがない」と話している。